# Dora Heldt: Unzertrennlich
Unzertrennlich ist eine deutsche Filmkomödie von Mark von Seydlitz aus dem Jahr 2014. Es handelt sich um die sechste Verfilmung der Dora Heldt-Reihe. Die einzelnen Filme basieren auf den gleichnamigen Romanen der Autorin. Der Fernsehfilm wurde erstmals am 14. Februar 2014 im ZDF-Herzkino gezeigt.

## Handlung
Nun steht Christines 40. Geburtstag kurz bevor. In der Zwischenzeit ist sie aus der WG mit Doro und Dennis aus- und in ihr eigenes Haus in Hamburg eingezogen. Auch ihre Affäre mit Richard hat sie wieder aufgenommen. Als bei einem Schäferstündchen bei ihm zu Hause plötzlich seine Frau und seine Tochter auftauchen, wird ihr bewusst, dass er sich trotz allen Beteuerungen nicht von seiner Familie trennen will. Und mit Doro kann sie nicht darüber reden, weil sie ihr verschwiegen hat, dass sie die Beziehung wieder aufgenommen hat. In der WG ist Kai, der Freund von Dennis eingezogen. Die beiden wollen heiraten. Da taucht plötzlich Dennis Mutter Angela aus Amerika auf. Sie weiß nicht, dass ihr Sohn homosexuell ist und meint, er plane seine Hochzeit mit Doro. Dennis getraut sich nicht, ihr die Wahrheit zu sagen und setzt damit die Beziehung zu Kai aufs Spiel.
Christine hat den Auftrag erhalten, für eine Frauenzeitschrift eine Kolumne zu schreiben. Beim Termin auf der Redaktion lernt sie den Chefredakteur Sven kennen, mit dem sie zuvor im Lift nach oben gefahren ist, unwissend wen sie vor sich hat. Dabei hat sie sich mit ihren Äußerungen ziemlich ins Abseits manövriert. Trotzdem erhält sie den Auftrag, die Kolumne soll das Thema ‚meine beste Freundin‘ haben. Da sie nicht über ihre ehemalige beste Freundin Antje, die sie ja mit ihrem Ex-Mann betrogen hat, oder über Doro, ihre jetzige beste Freundin schreiben will, entscheidet sie sich für ihre erste beste Freundin Linda aus der Schulzeit. Als Christine und Sven nach einer Redaktionssitzung im Lift stecken bleiben, nähern sich die beiden zaghaft an.
Doro fühlt sich durch die Kolumne von Christine vor den Kopf gestoßen, aber Dennis, der zusammen mit Doro die Geburtstagsparty für Christines Vierzigsten organisiert, gewinnt dem Ganzen etwas Positives ab, denn er will alle ehemaligen Schulkollegen von Christine dazu einladen, da sie ja sonst keine Freunde mehr hat. Christine merkt fast zu spät, wie sehr sie Doro damit verletzt hat, indem sie ihr ihre neue Beziehung zu Richard verschwiegen hat, und will es mit einer neuen Kolumne über ihre jetzige beste Freundin wieder geradebiegen, aber Sven besteht darauf, dass die bereits genehmigte Kolumne gedruckt wird. Also wirft sie das Manuskript weg.
Als Doro am Kiosk zufällig das neue Frauenmagazin durchblättert, sieht sie die Kolumne über ihre Freundschaft zu Christine. Sven hat sie aus dem Papierkorb geholt und doch noch abgedruckt. An der Geburtstagsparty gibt es die große Versöhnung und als Sven auch noch auftaucht, ist für Christine das Glück perfekt.

## Hintergrund
Die Dreharbeiten fanden vom 3. bis 30. September 2013 in der Hansestadt Hamburg, dem Ort der Handlung, statt.

## Rezeption

### Einschaltquoten
Die Erstausstrahlung am 14. Februar 2014 im ZDF wurde von 4,98 Millionen Zuschauern gesehen. Dies entspricht einem Marktanteil von 13,4 Prozent.

### Kritiken
Tilmann P. Gangloff zieht bei tittelbach.tv folgendes Urteil zu diesem Film: „‚Unzertrennlich‘ ist die Fortsetzung zu ‚Ausgeliebt‘ (2013). Damals zog die betrogene Hauptfigur Christine vom Land nach Hamburg. Jetzt sind zwei neue Männer in Sicht, aber nichts geht über ihre Freundschaft zu Doro. Wo man hinschaut: Komödien-Versatzstücke, die bis in die Boulevard-Tradition zurückreichen – sprich: Missverständnisse und Verwechslungen. Und Lambert Hamel fehlt an allen Ecken!“
Bei Kino.de werteten die Kritiker: „Wer sich eine Dora-Heldt-Verfilmung anschaut, erwartet sicher keinen Tiefgang, aber diese TV-Liebeskomödie kommt derart seicht, klischeebeladen und vorhersehbar daher, dass es fast nervt. Trotz guter Besetzung mit Julia Stinshoff und Julia-Maria Köhler erreicht Regisseur Mark von Seydlitz hier, wie schon im Vorgängerfilm ‚Ausgeliebt‘, nie das Niveau und den Unterhaltungswert seiner vorangegangenen Dora-Held-Adaptionen wie ‚Urlaub mit Papa‘, ‚Tante Inge haut ab‘ oder ‚Kein Wort zu Papa‘.“